# Nabucodonosor II
Nabucodonosor II (642 a. C.-Babilonia, 7 de octubre de 562 a. C.) es probablemente el gobernante más conocido de la dinastía caldea de Babilonia. Reinó entre el año 604 a. C. y el 562 a. C.
Es conocido por la conquista de Judá y Jerusalén, y por su monumental actividad constructora en Babilonia, como los famosos Jardines Colgantes de Babilonia. Ha sido tradicionalmente llamado Nabucodonosor el Grande, pero la destrucción del Templo de Jerusalén y la conquista de Judá le granjearon una mala imagen en las tradiciones judías y en la Biblia, al contrario de lo que sucede en el Irak contemporáneo, donde es glorificado como un líder histórico.
Nabucodonosor tuvo además el templo E.nam.khe, que recibía el culto a Ishkur, bajo su custodia, conservado con gran estima. Restauró el templo E.mes.lam y realizó reconstrucciones y ampliaciones en el templo E.zida.

## Nombre
Su nombre, en idioma acadio Nabû-kudurri-uṣur (), es interpretado como "Oh Nabu, defiende mi corona", "imperio", "estela", o "trabajo".
En una inscripción se nombra a sí mismo "el favorito de Nabu". En hebreo es נבוכדנאצר Nəbūkadnệṣṣar (la presencia de א (alef) puede indicar una pronunciación temprana del hebreo, Nəbūkadenʾeṣṣar), y algunas veces (en Jeremías y Ezequiel)
נבוכדראצר, Nəbūkadrệṣṣar.
La Septuaginta y la Vulgata tienen Ναβουχοδονοσορ, Nabujodonosor (reflejando una pronunciación temprana Nabūkudunʾuṣur).

## Biografía
Nabucodonosor II fue el hijo mayor y sucesor de Nabopolasar, quien liberó a Babilonia de la dependencia de Asiria y dejó a Nínive en ruinas. Según Beroso, contrajo matrimonio con la hija de Ciáxares, por lo que las dinastías de los Medos y los Babilonios se unieron.
Necao II, rey de Egipto, obtuvo una victoria ante los Asirios en Megido. Nabopolasar estaba decidido en reconquistar de Necao las provincias del oeste de Siria, y para este fin mandó a su hijo junto a un poderoso ejército en dirección al oeste. En la batalla de Karkemish en el año 605 a. C., el ejército egipcio fue derrotado y Siria y Fenicia cayeron bajo el dominio de Babilonia. Nabopolasar murió el 15 de agosto del 605 a. C. y Nabucodonosor regresó a Babilonia para subir al trono.
Después de vencer a los Cimerios y Escitas, todas las expediciones de Nabucodonosor estuvieron dirigidas hacia el oeste, aunque un poderoso vecino, los medos, estaba ubicado en el norte. El matrimonio de Nabucodonosor con Amuhia, hija del rey de los medos, aseguró la paz entre los dos imperios.
Nabucodonosor llevó a cabo varias campañas sobre Siria y Judea. Un intento de invasión a Egipto en 601 a. C. tuvo algunos contratiempos, causados por diversas rebeliones en el área del Levante, incluyendo Judea. Nabucodonosor terminó con las rebeliones, capturando Jerusalén en el 597 a. C., y llevando al rey Jeconías a Babilonia. Cuando el faraón Apries intentó nuevamente una invasión de Canaán, el 589 a. C., Judea y otros estados de la región se rebelaron. Un segundo asedio de Jerusalén ocurrió en 587 a. C./586 a. C., finalizando con la destrucción del templo y la ciudad, así como con la deportación de muchos ciudadanos a Babilonia. Estos hechos se describen en los libros bíblicos de Reyes, Jeremías y Crónicas. Después de la destrucción de Jerusalén, Nabucodonosor sostuvo un asedio sobre Tiro (585 a. C.-572 a. C.), que terminó con un compromiso, en el que la ciudad aceptaba la autoridad de Babilonia.
Completando la subyugación de Fenicia, y luego de atormentar Egipto, Nabucodonosor se dedicó a adornar la ciudad de Babilonia, construir canales, acueductos y reservas.

## Actividad constructora
Nabucodonosor pareció sentirse más orgulloso por sus obras que por sus victorias en el campo de batalla. Durante el último siglo de la existencia de Nínive (s. VII a. C.), Babilonia estaba devastada, no solo a manos de Senaquerib y Asurbanipal, sino también como resultado de rebeliones. Nabucodonosor, continuando con el trabajo de reconstrucción de su padre, tuvo como propósito convertir su capital en una de las maravillas del mundo. Antiguos templos fueron restaurados; nuevas edificaciones de increíble magnificencia fueron construidas en honor a los dioses del panteón babilónico (Diodoro de Sicilia, 2.95; Heródoto, 1.183); para completar el palacio real comenzado por Nabopolasar, nada fue ahorrado, ni "madera de cedro, bronce, oro, plata, piedras preciosas y raras"; un pasaje subterráneo y un puente de piedra conectaban las dos partes de la ciudad separadas por el río Éufrates; la ciudad se volvió inexpugnable con la construcción de un triple muro.
Las labores de Nabucodonosor no estaban solo ligadas a la capital; es acreditado por la restauración del lago de Sippar, abrir un puerto en el Golfo Pérsico, y la construcción de la muralla meda entre los ríos Tigris y Éufrates para proteger al país de invasiones del norte: de hecho, no hay un lugar en Babilonia donde no aparezca su nombre o vestigios de su actividad como rey. Estas gigantescas obras necesitaron una amplia mano de obra: de las inscripciones en el templo de Marduk, se puede inferir que la mayoría de los cautivos traídos desde el oeste de Asia participaron en las labores de construcción.

## Sucesores
Después de su muerte en octubre de 562 a. C., tras un reinado 43 años, le sucedió su hijo Evilmerodac, quien, después de reinar dos años, fue sucedido por Nebuzaradam (560 a. C.-556 a. C.), a quien prosiguió el corto reinado de Labashi-Marduk, quien fue luego sucedido por Nabonido (556 a. C.-539 a. C.), al final de estos reinados (menos de un cuarto de siglo después de la muerte de Nabucodonosor). Babilonia cayó bajo Ciro II el Grande, quien lideró la combinación de los ejércitos de Media y Persia.

## Nabucodonosor en el Libro de Daniel

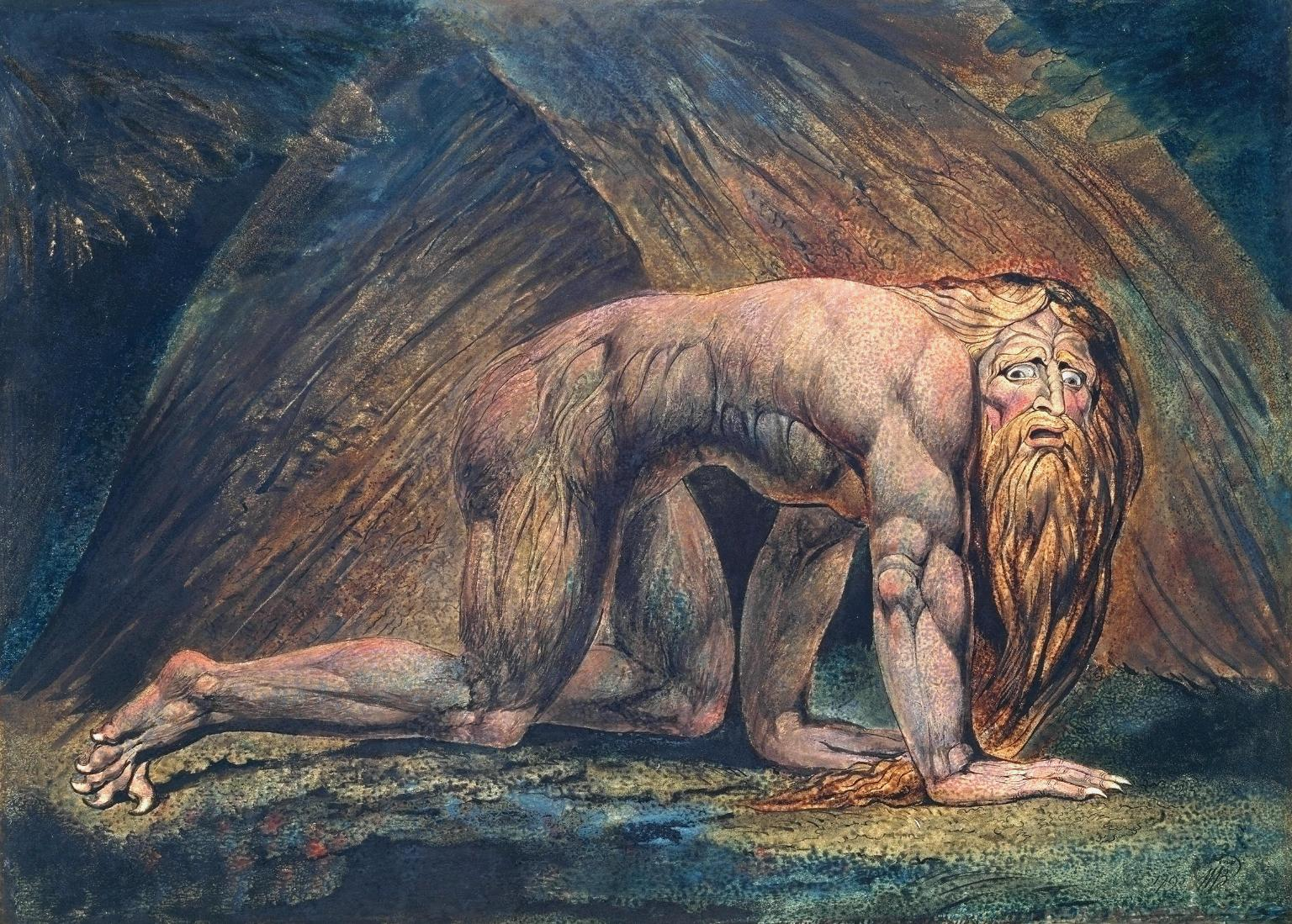
Nabucodonosor, por William Blake.

Nabucodonosor II es el soberano babilónico más conocido en la cultura occidental, y en la judia, a partir de su mención en la Biblia, dado que tomó dos veces la ciudad de Jerusalén (597 a. C. y 587 a. C.), destruyó el reino de Judá y deportó a muchos de sus habitantes a Babilonia. Es un personaje importante en el Libro de Daniel, el cual relata algunos eventos de su reinado.
El libro de Daniel elabora algunas tradiciones legendarias sobre Nabucodonosor y Nabonido, el último rey de Babilonia. El consenso académico indica que la obra fue escrita hacia el año 164 a. C.; los autores fundamentalistas la fechan en el siglo VI a. C.
En dicho libro se relata que durante el segundo año de su reinado, Nabucodonosor soñó con una gran imagen humana hecha de varios materiales (oro, plata, bronce, hierro, y barro cocido) la cual era destruida totalmente por una gran roca. El profeta Daniel lo interpretó como el auge y la caída de cuatro imperios mundiales (Persia, Macedonia, Roma y los reinos medievales) sucesores de Babilonia.
Otro episodio célebre, conocido como la locura de Nabucodonosor, relata que mientras presumía sobre sus logros, Nabucodonosor perdió su cordura y vivió alejado de los hombres, como un animal durante siete tiempos (generalmente interpretados como 7 años), hasta que recobró su razón al reconocer el poder de Yahvé. Ni la enfermedad, ni el interregno que debió haber causado, están registrados en los anales babilónicos; y si bien los datos sobre las actividades reales son fragmentarios desde 582 a. C.-575 a. C. todos ellos indican que la actividad del rey continuaba con normalidad. Según varios estudiosos, es posible que este relato se relacione con la estancia de Nabonido en Taima, en el desierto (de hecho en fragmentos de los Manuscritos del Mar Muerto se describe a Nabonido castigado por Dios con una fiebre de siete años), la cual fue muy criticada por la población de Babilonia. Quizás en el relato haya relación con algún caso de zoantropía clínica. Hay eruditos que opinan que los 7 tiempos del texto canónico de Daniel no deben ser interpretados necesariamente como 7 años.
Otros dos hechos atribuidos a Nabucodonosor son el sueño del árbol, que precede y anuncia su locura, y el castigo de tres jóvenes judíos; Ananías, Misael, y Azarías (Sadrac, Mesac, y Abed-nego, son sus nombres caldeos), quienes rehusaron adorar una imagen y fueron arrojados a un horno ardiente, en el cual permanecieron ilesos, salvados por un ángel.

## Epónimo
- Hay un tipo de Lirio de día llamado "Horno de Nabucodonosor".
- En la popular trilogía Matrix, la nave del personaje 'Morfeo' se llama Nabucodonosor.
- Una botella de champán que contiene la suma de 20 botellas (15 litros) es llamada Nabucodonosor.
- Una ópera de Giuseppe Verdi se llama Nabucco.
- Sadam Hussein nombró a una de sus divisiones militares Nabucodonosor.
- Una carta de leyenda en Magic: el encuentro se llama Nabucodonosor.
- Nabucodonosor II es el nombre del cerdo campeón del personaje Inodoro Pereyra del escritor argentino Roberto Fontanarrosa.
- En la serie Barrio Sésamo había unos pequeños seres que vivían en una maceta de Epi llamados Nabucodonosorcitos.
- El payaso José Aragón Hipkins usó el nombre artístico "Nabucodonosorcito".
- Aparece en el juego de mesa Nabuko Generales y Conquistadores.
- Es un personaje jugable en Civilization V.
- En la película Evangelion: 2.0 You Can (Not) Advance se muestra un artefacto con el nombre de "La Llave de Nabucodonosor"